# Pozzecco
Pozzecco è una frazione di 526 abitanti del comune di Bertiolo, in Friuli-Venezia Giulia.

## Origini del nome
Prendendo in considerazione il nome Pozzecco, troviamo una teorizzazione principale data dal professor Passone che fa risalire "Pozeco" ad una base latina, che si armonizza bene con i due etimi "puteo sicco" designanti la località.

## Storia
Dopo la caduta dell'Impero romano d'Occidente grazie ai Longobardi ci furono innovazioni in ambito sociale: sia per quanto riguarda i fondi, limitati alla misura delle braide, sia sul sistema di difesa. Ai Longobardi seguirono i Franchi che imposero il loro dominio a tutta la zona. Nel X secolo le invasioni ungare devastano il territorio provocando gravi danni, sia alle persone che all'economia. La successiva rinascita fu affidata ai Patriarchi di Aquileia. Nella seconda metà del 1400 imperversa la Peste. Dal XV al XVIII secolo il territorio passa dal dominio dello stato patriarcale a quello della Serenissima. Nel XVII secolo si riscontra un notevole balzo demografico, si passa dalle 286 persone nel 1646 alle 560 nel 1660. La crescita continua fino ad arrivare nel 1932 a quota 1146 persone.